# Кутб ад-Дін Хасан
Кутб ад-Дін Хасан (перс. قطب الدین حسن; помер 1100) — малік династії Гурідів.

## Правління
Успадкував царство, в якому панували хаос і міжусобна боротьба. Був убитий під час придушення повстання в західному Газні.